# Thomas Townsend Brown
Thomas Townsend Brown (n. 18 martie 1905, Zanesville⁠(d), Ohio, SUA – d. 22 octombrie 1985, Avalon⁠(d), California, SUA) a fost un fizician american.
În 1921, efectuând experiențe pe un tub de raze X inventat de Coolidge, a descoperit ceea ce ulterior a fost denumit efectul Biefeld–Brown.
În 1930, a intrat în United States Navy, unde și-a continuat cercetările din fizică în domenii ca: electromagnetism, radiație, spectroscopie, gravitație, fizica câmpului.
În 1955, a plecat în Anglia și ulterior în Franța unde a lucrat la diverse companii aeriene continuându-și cercetările, ocupându-se și de domeniul obiectelor zburătoare neidentificate.
În 1956, Donald Keyhoe a înființat Comitetul Național pentru Investigațiile privind fenomenele aeriene (National Investigations Committee on Aerial Phenomena, NICAP).  Thomas Townsend Brown, unul din fondatorii NICAP, a fost demis din funcția de director la începutul anului 1957, după ce s-a confruntat cu acuzații repetate de inaptitudine financiară.